# Santa Eufêmia (título cardinalício)
Santa Eufêmia (em latim Sanctæ Euphemiæ; em italiano Sant'Eufemia) foi um título cardinalício instituído em 8 de fevereiro de 1566 pelo Papa Pio V e foi suprimido em 1587 pelo Papa Sisto V.
A igreja de Sant'Eufemia onde o título existia caiu em ruínas no final do século XVI e os seus vestígios ainda eram visíveis em 1643. Situava-se perto da atual Via Sant'Eufemia no rione de Monti, perto da igreja do Santissimo Nome di Maria al Foro Traiano.

## Titulares protetores
- Guido Luca Ferraro (1566)
- Francesco Crasso (ou Grasso) (1566)
- Giovanni Aldobrandini (1570)
- Charles d'Angennes de Rambouillet (1570 - 1587)